# Зюзино (Московская область)
Зю́зино — село в Раменском муниципальном районе Московской области. Входит в состав сельское поселение Вялковское. Население — 1036 чел. (2010).

## Название
В 1623 году упоминается как деревня Выголова. Позже деревней владел Яков Зюзин, и в 1646 году деревня упоминается с двойным названием — Выголово, Зюзино тож, впоследствии второе название становится основным. После строительства в середине XVII века храма Рождества Пресвятой Богородицы появляется название по церкви, так в 1852 году село обозначено как Зюзино (Богородское), но с начала XX века закрепилось название Зюзино.
Название Выголово и Зюзино связаны с некалендарными именами Выгал и Зюзя.

## География
Село Зюзино расположено в северной части Раменского района, примерно в 11 км к северо-западу от города Раменское. Высота над уровнем моря 135 м. Рядом с селом протекает река Вьюнка. В селе 18 улиц. Ближайший населённый пункт — деревня Копнино.

## История
В 1926 году село являлось центром Зюзинского сельсовета Васильевской волости Богородского уезда Московской губернии, в селе имелась школа 1-й ступени и лавка П. О..
До муниципальной реформы 2006 года Зюзино входило в состав Вялковского сельского округа Раменского района.
В селе имеется церковь Рождества Пресвятой Богородицы.

## Уроженцы
- Купцов, Дмитрий Александрович (1915—1997) — советский военнослужащий, разведчик, участник Великой Отечественной войны, Герой Советского Союза (1945).

## Население
| 1926 | 2002 | 2010  |
| ---- | ---- | ----- |
| 399  | ↗851 | ↗1036 |

В 1926 году в селе проживало 399 человек (181 мужчина, 218 женщин), насчитывалось 80 хозяйств, из которых 73 было крестьянских. По переписи 2002 года — 851 человек (617 мужчин, 234 женщины).